# Rio Atchafalaya
O rio Atchafalaya é um rio distributário do rio Mississippi e do rio Vermelho do Sul, com aproximadamente 220 km de comprimento, no centro-sul da Louisiana, nos Estados Unidos. Ele flui para o sul, a oeste do rio Mississipi, é navegável e um importante canal de navegação industrial para o estado de Luisiana e para o centro cultural da terra Cajun. A manutenção dos rios como canais navegáveis do Mississippi tem sido um importante projecto do Corpo de Engenheiros do Exército dos Estados Unidos desde há décadas.
Nasce perto de Simmesport na confluência do rio Vermelho do Sul com o rio Mississippi, onde este último se liga ao Vermelho do Sul no quilómetro 11 do canal de Old River.

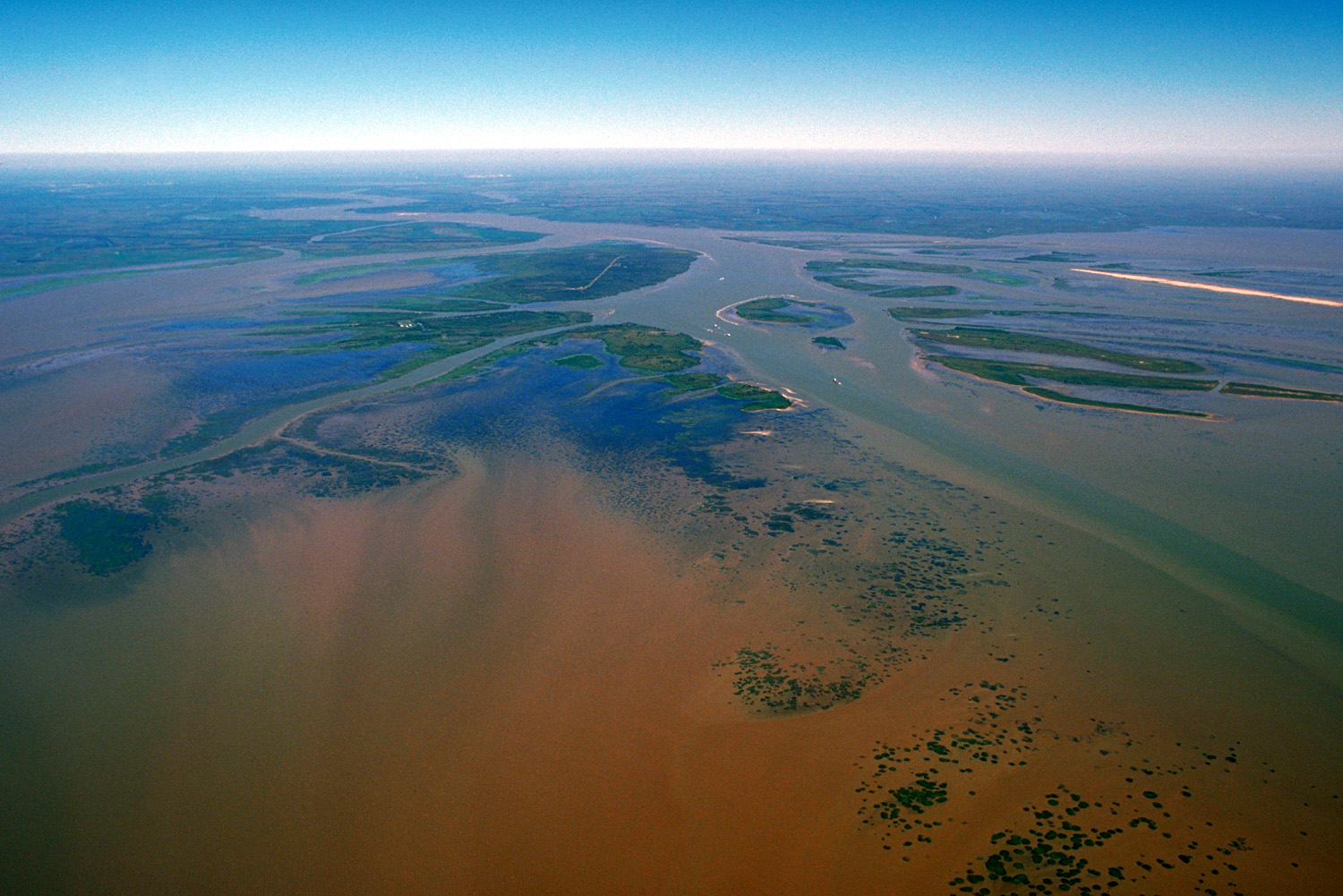
O delta do Atchafalaya